# 周博文
周博文（1988年3月—），江西宜春人。北京师范大学儿童文学博士。中国作家协会会员。出版发行文学作品多部。 麦吉尔大学访问学者。曾获2010年冰心儿童文学奖。